# The Gilded Cage (pel·lícula de 1916)

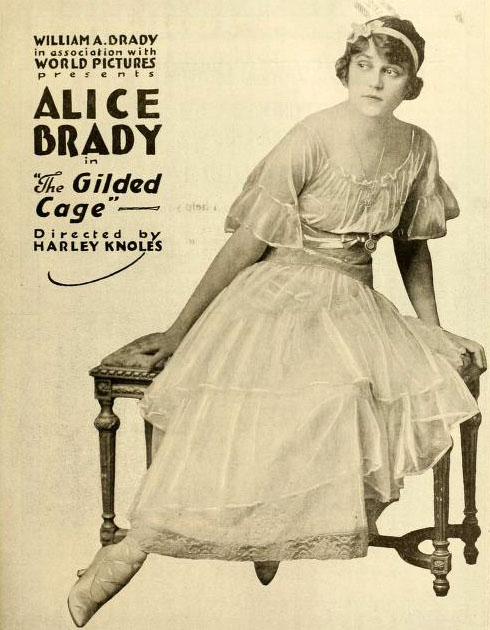
Anunci de la pel·lícula aparegut a Moving Picture World (1916)

The Gilded Cage és una pel·lícula muda en blanc i negre de la World Film Company dirigida per Harley Knoles i protagonitzada per Alice Brady que es va estrenar el 9 d'octubre de 1916. Hi ha tres pel·lícules més amb el mateix nom estrenades els anys 1915, 1955 i 2013, però amb arguments diferents a aquesta. Està basada en una història original de J. I. C. Clarke.

## Repartiment
- Alice Brady (princesa Honore)
- Alec B. Francis (rei Comus)
- Gerda Holmes (reina Vesta)
- Montagu Love (baró Stefano)
- Arthur Ashley (capità Kassari)
- Sidney D'Albrook (Nickolai)
- Clara Whipple (Lesbia)
- Irving Cummings (príncep Boris)

## Argument
El rei Comus de Balkania ha arruïnat el país en despeses inútils i això ha provocat la revolta del seu poble que assassina el rei i la reina, La seva filla, la princesa Honore, esdevé la nova monarca del regne. El primer ministre, el baró Stefano n'està enamorat i planeja casar-s'hi per esdevenir el nou rei. Davant la negativa d'Honore d'acceptar el seu compromís, decideix intentar convertir el regne en una república de la que ell sigui el president. Per això augmenta contínuament els impostos per fomentar el descontentament de la població. Els rumors de descontentament arriben a orelles de la reina que, amb l'esperança de conèixer els sentiments dels seus súbdits, s'escapa de palau disfressada de camperola. Ben aviat s'enamora del príncep Boris, que temps abans havia renunciat al seu títol per viure com un camperol i que ha esdevingut el líder del poble. Stefano, tement l'ascendent de Boris sobre el poble, i gràcies a un espia, el fa empresonar juntament amb la reïna disfressada per tramar un complot. El baró s'assabenta de l'error però decideix fer veure que no reconeix la reina i aprofitar-se'n. Honore aconsegueix escapar de la presó i tornar a palau però no pot evitar que Stefano condemni a mort Boris. Just en el moment en què Boris és apunt de ser executat, comença una revolució popular. Els revolucionaris salven Boris i maten Stefano. En veure Honore en el tron comprèn qui era la camperola i ella anuncia el seu compromís amb Boris, que el poble l'aclama.